# Leon Dajaku
Leon Dajaku, né le 12 avril 2001 à Waiblingen, est un footballeur allemand qui évolue au poste d'ailier au Sharjah FC.

## Biographie
Né à Waiblingen, dans les alentours de Stuttgart, il effectue ses premiers pas dans le football au Spvgg Rommelshausen puis au FSV Waiblingen, avant d'atterrir au VfB Stuttgart à l'âge de 13 ans.

### En club
Avec les jeunes du Stuttgart, il arrive notamment deuxième de leur groupe de Bundesliga Junior B (de) en 2018, à égalité de point avec le Bayern Munich, en marquant 23 buts et en terminant au sommet du classement des buteurs de la catégorie.
La saison suivante, Dajaku continue à être performant avec les jeunes, remportant notamment la coupe nationale des moins de 19 ans et jouant à 19 reprises avec la réserve du VfB Stuttgart, il effectue également ses débuts professionnels, jouant à deux reprises en Bundesliga.
Lors de l'été 2019, pour un transfert d'environ 1,5 million d'euros, Leon Dajaku signe au Bayern Munich.
En juin 2020, il fait partie des nommés pour le prix du Golden Boy de cette année.

### En sélection
Possédant la double nationalité allemande et albanaise, Leon Dajaku est international dans les équipes de jeunes allemandes.
Avec les moins de 17 ans, il inscrit un but lors d'un match amical contre le Portugal en novembre 2017 (défaite 1-2). Par la suite, en mai 2018, il participe au championnat d'Europe des moins de 17 ans organisé en Angleterre. Lors de cette compétition, il s'illustre en inscrivant un doublé face à la Serbie. Avec un bilan d'une victoire et deux défaites, l'Allemagne ne dépasser pas le premier tour du tournoi.
Avec les moins de 18 ans, il inscrit un but lors d'un match amical contre Chypre, en novembre 2018 (victoire 0-1).
Avec les moins de 19 ans, il inscrit trois buts en octobre 2019, lors des éliminatoires du championnat d'Europe de la catégorie. Il marque ainsi un but contre Andorre, puis un doublé contre la Biélorussie.

## Palmarès
| VfB Stuttgart - Bundesliga U17 (de) - Vice-champion zone Sud-sud-ouest : 2017-18 - Coupe d'Allemagne junior (de) - Vainqueur : 2019 - Bundesliga U19 (de) - Champion zone Sud-sud-ouest : 2018-19 | Bayern Munich - Championnat d'Allemagne de football - Champion : 2019-20 - Coupe d'Allemagne - Vainqueur : 2020 |